# بریستول دراکو
بریستول دراکو (به انگلیسی: Bristol Draco) یک هواگرد ساختِ کارخانهٔ بریستول ایروپلین در کشور بریتانیا است.